# Simon-Kucher
Simon-Kucher & Partners es una firma global de consultoría especializada en estrategia, marketing, precios y ventas.
La compañía es considerada la líder mundial de pricing en consultoría estratégica y cuenta con 45 oficinas en 30 países y más de 2000 empleados. Ocupa el lugar #22 en el ranking Vault Consulting 50. También ocupa el lugar #8 en el ranking Vault Consulting 25 Europe.
Fundada en 1985 por Hermann Simon, Eckhard Kucher y Karl-Heinz Sebastian, Simon-Kucher & Partners provee asesoramiento en estrategia, marketing y pricing a clientes de varias industrias y países. Son descritos por The Economist como la consultora de pricing líder a nivel mundial y por Bloomberg Businessweek como el líder mundial en asesoramiento a empresas sobre cómo fijar el precio de sus productos.

Co-founder Hermann Simon

## Empresa

### Historia
La consultora Simon-Kucher & Partners fue fundada en Alemania en 1985 por Hermann Simon y sus estudiantes del doctorado Eckhard Kucher y Karl-Heinz Sebastian. En 1996, se abrió la primera oficina extranjera en Boston, Massachusetts. De 1995 a 2006, Hermann Simon fue presidente de la junta de Simon, Kucher & Co. Holding GmbH, con sede en Bonn. Desde el 2009  hasta 2017, la matriz en Alemania ha sido liderada por Klaus Hilleke y Georg Tacke. Ambos han estado trabajando para la empresa desde 1988. La matriz estadounidense, Simon, Kucher & Partners Strategy & Marketing Consultants, LLC, con sede en Boston y fundada por Klaus Hilleke, es actualmente dirigida por Juan Rivera. La matriz asiática Simon-Kucher & Partners LLP, tiene su sede en Singapur y es liderada por el Dr. Jochen Krauss.
En la actualidad el grupo es dirigido por el CEO, George Tacke y su consejo de administración. Los socios son los propietarios de la compañía. 
Los ingresos globales del grupo en 2008 fueron 98.7 millones de euros. En el 2009, el grupo generó 88.7 millones de euros a nivel mundial y se mostró satisfecho “con el ‘año de la crisis" del 2009, a pesar de una disminución [10%] de sus ingresos”. En el 2012, Simon-Kucher generó ingresos totales de 145 millones de euros. En el 2013, Simon-Kucher aumentó sus ingresos a 152 millones de euros. En 2016 disfrutó de unos ingresos récord, superiores a 240 millones de euros.

### Objetivos
Simon-Kucher & Partners está especializado en estrategia, marketing, precios y ventas. La compañía es sinónimo de TopLine Power® y su objetivo principal es aumentar los ingresos y los beneficios de sus clientes. El grupo es reconocido por ser el líder mundial en precios. 
Simon-Kucher también se enfoca en cómo las tecnologías digitales impactan en las empresas. La compañía asesora a sus clientes sobre cómo reinventar sus modelos comerciales y mejorar la experiencia del cliente en un entorno digital.

## Oficinas
Simon-Kucher cuenta con más de 2000 empleados en 45 oficinas en 30 países.

### Europa y Medio Oriente
| Ámsterdam Bonn Bruselas Colonia Dubái Copenhague Frankfurt Estambul Londres Luxemburgo Madrid Milán Múnich París Viena Varsovia Zúrich |

### Américas
| Ciudad de México Boston Nueva York San Francisco Santiago São Paulo Toronto |

### Asia & Oceanía
| Pekín Singapur Sídney Tokio |

## Clientes
Los clientes de Simon-Kucher & Partners incluyen tanto empresas nuevas y PYMES como grandes corporaciones.
Simon-Kucher ha trabajado para clientes en las siguientes industrias: fabricantes y proveedores de automóviles, servicios bancarios y financieros, productores de materiales básicos, construcción, productos químicos, electrónica, energía, bienes comerciales y de consumo, bienes raíces y la industria de construcción, bienes industriales y servicios, internet, seguros de salud, ingeniería, M&A/Private Equity, medios y entretenimiento, industria médica, farmacéutica, software, telecomunicaciones, turismo, transporte y logística, seguros.
En la industria automotriz Simon-Kucher lleva a cabo proyectos regularmente para Mercedes-Benz y Porsche. Otros clientes notables incluyen American Express, Coca-Cola, PepsiCo, Philips, Sony Ericsson, Caterpillar, MetLife y Telefónica, entre otros
.

## Comparación con competidores
Simon-Kucher fue clasificada en el puesto #22 y #8 en EE. UU y Europa respectivamente en el ranking Vault Consulting 50.
Simon-Kucher compite con empresas como McKinsey & Company, Boston Consulting Group and Bain & Company. En el 2011, Simon-Kucher fue clasificada como la empresa de consultoría líder a nivel mundial para Marketing y Ventas, seguido por BCG y McKinsey.

## Publicaciones que referencian a Simon-Kucher
En 2004, Simon-Kucher fue posicionado como el "líder mundial en dar consejos a las empresas sobre cómo ponerle precio a sus productos" por la revista estadounidense BusinessWeek.
En su libro, Business Consulting, publicado por primera vez en 2005, Gilbert Toppin y Fiona Czerniawska describieron a la empresa como "la consultora de precios líder en el mundo"
En 2007, el semanario de negocios alemán Wirtschaftswoche nombró a Simon-Kucher el "líder del mercado en estrategias de precios".
Simon-Kucher ocupa el puesto número uno en marketing y ventas en 2007 y 20011 en los estudios de Management Consulting llevados a cabo por el profesor de economía alemán Dietmar Fink y la revista alemana de negocios mensual manager magazine.
En una encuesta de los gestores/directivo líderes en Alemania, manager magazin  nombró a Simon-Kucher como la consultora líder en marketing y ventas (agosto de 2011).
Un estudio de la revistas de negocios  brand eins Thema y el portal estadístico en línea Statista posicionó a la compañía como "la mejor consultoría en marketing, precios, ventas y CRM" en 2014, 2015, 2016 y 2017.